# Habanera
Habanera (efter spanska danza habanera, 'dans från Havanna') är en långsam kubansk solodans och musikstil. Den är namngiven efter det kubanska namnet på huvudstaden Havanna och har i sin tur lagt grund till tangon.

## Historik
Dansen har sitt ursprung på Kuba där den uppkom ur fransk-haitisk kontradans under 1800-talets första hälft.
Den exporterades sedan till Europa där den blev mycket populär, och där den första stora 'hiten' var "La Paloma" av Sebastián Yradier. Habaneran har därefter kommit att förknippas med Spanien och inte minst med Katalonien (katalanska: havanera).
Dansen går i 2/4-takt och har nära släktdrag med tangon, vilken utvecklades runt 1880 ur habaneran och den nordamerikanska cakewalk-rytmen.
Mycket känd är habaneran ur operan Carmen av Bizet. Intressant nog är den en bearbetning av en komposition av nämnde Yradier.